# Tick-Tock (песня Марии Яремчук)
«Tick-Tock» (Тик-так) — песня в исполнении украинской певицы Марии Яремчук, с которой она представляла Украину на конкурсе песни «Евровидение-2014».
Песня была выбрана 6 декабря 2013 года на национальном отборе Украины на «Евровидение», что позволило Марии представить свою страну на международном конкурсе песни «Евровидение-2014», который прошёл в Копенгагене, Дания.

## Позиции в чартах
| Чарт (2014)      | Наивысшая позиция |
| ---------------- | ----------------- |
| FDR              | 35                |
| UK Singles Chart | 190               |